# NHL Entry Draft 1999
L'NHL Entry Draft 1999 è stato il 37º draft della National Hockey League. Si è tenuto il 26 giugno 1999 presso il FleetCenter di Boston.
La National Hockey League si ampliò per il secondo anno consecutivo arrivando a 28 franchigie iscritte, grazie alla creazione degli Atlanta Thrashers. I Thrashers effettuarono l'Expansion Draft un giorno prima rispetto al Draft generale. Rispetto ai draft precedenti ciascun giro fu quindi composto da almeno ventotto scelte, oltre alle altre cosiddette compensatory per le franchigie che nell'ultima stagione avevano perso un giocatore divenuto unrestricted free agent.
Unico fu il caso dei fratelli Daniel ed Henrik Sedin, fratelli gemelli scelti entrambi al primo giro dai Vancouver Canucks; il primo giocatore canadese fu scelto solo in sesta posizione assoluta. Per la prima volta furono scelti più di cento giocatori provenienti dall'Europa, 116 contro i 106 giocatori canadesi. Rispetto al Draft del 1998 i giocatori selezionati passarono da 258 a 272. Per la prima volta fu scelto un giocatore proveniente dall'Ungheria.
Gli Atlanta Thrashers selezionarono il centro ceco Patrik Štefan dai Long Beach Ice Dogs, i Vancouver Canucks invece come seconda scelta puntarono sull'ala sinistra svedese Daniel Sedin, proveniente dal MoDo Hockey, mentre ancora i Vancouver Canucks scelsero in terza posizione il centro Henrik Sedin del MoDo Hockey. Fra i 272 giocatori selezionati 154 erano attaccanti, 88 erano difensori mentre 30 erano portieri. Dei giocatori scelti 111 giocarono in NHL.

## Expansion Draft
L'NHL Expansion Draft 1999, il decimo nella storia della NHL, si svolse il 25 giugno 1999 a Boston. Il draft ebbe luogo per permettere di completare il roster della nuova franchigia iscritta alla NHL a partire dalla stagione 1999-2000, gli Atlanta Thrashers.

## Turni
|  | = NHL All-Star |  |  | = NHL All-Star e NHL All-Star Team |  |

Legenda delle posizioni

A = Attaccante   AD = Ala destra   AS = Ala sinistra   C = Centro   D = Difensore   P = Portiere

### Primo giro
| #  | Giocatore               | Nazionalità | Squadra NHL                                             | Squadra di provenienza          |
| -- | ----------------------- | ----------- | ------------------------------------------------------- | ------------------------------- |
| 1  | Patrik Štefan (C)       | Rep. Ceca   | Atlanta Thrashers (da Tampa Bay via Vancouver)          | Long Beach Ice Dogs (IHL)       |
| 2  | Daniel Sedin (AS)       | Svezia      | Vancouver Canucks (da Atlanta)                          | MODO (Elitserien)               |
| 3  | Henrik Sedin (C)        | Svezia      | Vancouver Canucks                                       | MODO (Elitserien)               |
| 4  | Pavel Brendl (AD)       | Rep. Ceca   | New York Rangers (da Chicago via Vancouver e Tampa Bay) | Calgary Hitmen (WHL)            |
| 5  | Tim Connolly (C)        | Stati Uniti | New York Islanders                                      | Erie Otters (OHL)               |
| 6  | Brian Finley (P)        | Canada      | Nashville Predators                                     | Barrie Colts (OHL)              |
| 7  | Kris Beech (C)          | Canada      | Washington Capitals                                     | Calgary Hitmen (WHL)            |
| 8  | Taylor Pyatt (AS)       | Canada      | New York Islanders (da Los Angeles)                     | Sudbury Wolves (OHL)            |
| 9  | Jamie Lundmark (C)      | Canada      | New York Rangers (da Calgary)                           | Moose Jaw Warriors (WHL)        |
| 10 | Branislav Mezei (D)     | Slovacchia  | New York Islanders (da Montreal)                        | Belleville Bulls (OHL)          |
| 11 | Oleg Saprykin (C)       | Russia      | Calgary Flames (da NY Rangers)                          | Seattle Thunderbirds (WHL)      |
| 12 | Denis Švidkij (C)       | Russia      | Florida Panthers                                        | Barrie Colts (OHL)              |
| 13 | Jani Rita (AD)          | Finlandia   | Edmonton Oilers                                         | Jokerit (SM-liiga)              |
| 14 | Jeff Jillson (D)        | Stati Uniti | San Jose Sharks                                         | Michigan Wolverines (CCHA)      |
| 15 | Scott Kelman (C)        | Canada      | Phoenix Coyotes (da Anaheim)                            | Seattle Thunderbirds (WHL)      |
| 16 | David Tanabe (D)        | Stati Uniti | Carolina Hurricanes                                     | Wisconsin Badgers (WCHA)        |
| 17 | Barret Jackman (D)      | Canada      | St. Louis Blues                                         | Regina Pats (WHL)               |
| 18 | Kanstanzin Kal'coŭ (AS) | Bielorussia | Pittsburgh Penguins                                     | Severstal’ (RSL)                |
| 19 | Kirill Safronov (D)     | Russia      | Phoenix Coyotes                                         | SKA Pietroburgo (RSL)           |
| 20 | Barrett Heisten (AS)    | Stati Uniti | Buffalo Sabres                                          | Maine Black Bears (Hockey East) |
| 21 | Nick Boynton (D)        | Canada      | Boston Bruins                                           | Ottawa 67's (OHL)               |
| 22 | Maxime Ouellet (P)      | Canada      | Philadelphia Flyers (da Philadelphia via Tampa Bay)     | Québec Remparts (QMJHL)         |
| 23 | Steve McCarthy (D)      | Canada      | Chicago Blackhawks (da Detroit)                         | Kootenay Ice (WHL)              |
| 24 | Luca Cereda (C)         | Svizzera    | Toronto Maple Leafs                                     | Ambrì-Piotta (LNA)              |
| 25 | Michail Kulešov (AS)    | Russia      | Colorado Avalanche                                      | Severstal’ (RSL)                |
| 26 | Martin Havlát (C)       | Rep. Ceca   | Ottawa Senators                                         | Oceláři Trinec (Extraliga)      |
| 27 | Ari Ahonen (P)          | Finlandia   | New Jersey Devils                                       | JYP (SM-liiga)                  |
| 28 | Kristián Kudroč (D)     | Slovacchia  | New York Islanders (da Dallas)                          | HK Michalovce (Extraliga)       |

### Secondo giro
| #  | Giocatore              | Nazionalità | Squadra NHL                                        | Squadra di provenienza                |
| -- | ---------------------- | ----------- | -------------------------------------------------- | ------------------------------------- |
| 29 | Michal Sivek (C)       | Rep. Ceca   | Washington Capitals (da Tampa Bay)                 | Rytíři Kladno (Extraliga)             |
| 30 | Luke Sellars (D)       | Canada      | Atlanta Thrashers                                  | Ottawa 67's (OHL)                     |
| 31 | Charlie Stephens (C)   | Canada      | Washington Capitals (da Vancouver via Colorado)    | Guelph Storm (OHL)                    |
| 32 | Michael Ryan (C)       | Stati Uniti | Dallas Stars (da NY Islanders)                     | Northeastern U. Huskies (Hockey East) |
| 33 | Jonas Andersson (AD)   | Svezia      | Nashville Predators                                | AIK (Elitserien)                      |
| 34 | Ross Lupaschuk (D)     | Canada      | Washington Capitals                                | Prince Albert Raiders (WHL)           |
| 35 | Milan Bartovič (AD)    | Slovacchia  | Buffalo Sabres (da Los Angeles)                    | Dukla Trenčín (Extraliga)             |
| 36 | Aleksej Semënov (D)    | Russia      | Edmonton Oilers (da Chicago)                       | Sudbury Wolves (OHL)                  |
| 37 | Nolan Yonkman (D)      | Canada      | Washington Capitals                                | Kelowna Rockets (WHL)                 |
| 38 | Dan Cavanaugh (C)      | Stati Uniti | Calgary Flames                                     | Boston U. Terriers (Hockey East)      |
| 39 | Aleksandr Buturlin (C) | Russia      | Montreal Canadiens                                 | CSKA Mosca (RSL)                      |
| 40 | Alex Auld (P)          | Canada      | Florida Panthers (da St. Louis via Nashville)      | North Bay Centennials (OHL)           |
| 41 | Tony Salmelainen (AS)  | Finlandia   | Edmonton Oilers                                    | HIFK (SM-liiga)                       |
| 42 | Mike Commodore (D)     | Canada      | New Jersey Devils                                  | ND Fighting Hawks (WCHA)              |
| 43 | Andrej Šefer (AS)      | Russia      | Los Angeles Kings                                  | Severstal’ (RSL)                      |
| 44 | Jordan Leopold (D)     | Stati Uniti | Mighty Ducks of Anaheim (da NY Rangers via Ottawa) | Minnesota Gophers (WCHA)              |
| 45 | Martin Grenier (D)     | Canada      | Colorado Avalanche (da Florida via Nashville)      | Québec Remparts (QMJHL)               |
| 46 | Dmitrij Levinskij (AS) | Russia      | Chicago Blackhawks (da Edmonton)                   | Severstal’ (RSL)                      |
| 47 | Sheldon Keefe (AD)     | Canada      | Tampa Bay Lightning (da San Jose via Detroit)      | Barrie Colts (OHL)                    |
| 48 | Simon Lajeunesse (P)   | Canada      | Ottawa Senators (da Anaheim)                       | Moncton Wildcats (QMJHL)              |
| 49 | Brett Lysak (C)        | Canada      | Carolina Hurricanes                                | Regina Pats (WHL)                     |
| 50 | Brett Clouthier (AS)   | Canada      | New Jersey Devils (da St. Louis)                   | Kingston Frontenacs (OHL)             |
| 51 | Matt Murley (AS)       | Stati Uniti | Pittsburgh Penguins                                | RPI Engineers (ECAC)                  |
| 52 | Adam Hall (AD)         | Stati Uniti | Nashville Predators                                | Michigan St. Spartans (WCHA)          |
| 53 | Brad Ralph (AS)        | Canada      | Phoenix Coyotes                                    | Oshawa Generals (OHL)                 |
| 54 | Andrew Hutchinson (D)  | Stati Uniti | Nashville Predators (da Colorado)                  | Michigan St. Spartans (WCHA)          |
| 55 | Doug Janik (D)         | Stati Uniti | Buffalo Sabres                                     | Maine Black Bears (Hockey East)       |
| 56 | Matt Zultek (AS)       | Canada      | Boston Bruins                                      | Ottawa 67's (OHL)                     |
| 57 | Jeremy Van Hoof (D)    | Canada      | Pittsburgh Penguins                                | Ottawa 67's (OHL)                     |
| 58 | Matt Carkner (D)       | Canada      | Montreal Canadiens (da Philadelphia)               | Peterborough Petes (OHL)              |
| 59 | David Inman (C)        | Stati Uniti | New York Rangers (da Detroit)                      | Notre Dame Fighting Irish (CCHA)      |
| 60 | Peter Reynolds (D)     | Canada      | Toronto Maple Leafs                                | London Knights (OHL)                  |
| 61 | Ed Hill (D)            | Stati Uniti | Nashville Predators (da Colorado)                  | Barrie Colts (OHL)                    |
| 62 | Teemu Sainomaa (AS)    | Finlandia   | Ottawa Senators                                    | Jokerit (SM-liiga)                    |
| 63 | Stepan Mochov (D)      | Russia      | Chicago Blackhawks (da New Jersey)                 | Severstal’ (RSL)                      |
| 64 | Mike Zigomanis (C)     | Canada      | Buffalo Sabres (from Dallas)                       | Kingston Frontenacs (OHL)             |
| 65 | Ján Lašák (P)          | Slovacchia  | Nashville Predators                                | HKm Zvolen (Extraliga)                |
| 66 | Dan Jancevski (AS)     | Canada      | Dallas Stars (da St. Louis)                        | London Knights (OHL)                  |

### Terzo giro
| #  | Giocatore                | Nazionalità | Squadra NHL                                    | Squadra di provenienza                      |
| -- | ------------------------ | ----------- | ---------------------------------------------- | ------------------------------------------- |
| 67 | Evgenij Konstantinov (P) | Russia      | Tampa Bay Lightning                            | Ak Bars Kazan’ (RSL)                        |
| 68 | Zdeněk Blatný (AS)       | Rep. Ceca   | Atlanta Thrashers                              | Seattle Thunderbirds (WHL)                  |
| 69 | René Vydarený (D)        | Slovacchia  | Vancouver Canucks                              | Slovan Bratislava (Extraliga)               |
| 70 | Niklas Hagman (AS)       | Finlandia   | Florida Panthers                               | HIFK (SM-liiga)                             |
| 71 | Jason Jaspers (C)        | Canada      | Phoenix Coyotes (da NY Islanders)              | Sudbury Wolves (OHL)                        |
| 72 | Brett Angel (D)          | Canada      | Nashville Predators                            | North Bay Centennials (OHL)                 |
| 73 | Tim Preston (AS)         | Canada      | Buffalo Sabres (da Washington)                 | Seattle Thunderbirds (WHL)                  |
| 74 | Jason Crain (D)          | Stati Uniti | Los Angeles Kings                              | Ohio State Buckeyes (CCHA)                  |
| 75 | Brett Scheffelmaier (D)  | Canada      | Tampa Bay Lightning (da Vancouver)             | Medicine Hat Tigers (WHL)                   |
| 76 | František Kaberle (D)    | Rep. Ceca   | Los Angeles Kings (da Chicago)                 | MODO (Elitserien)                           |
| 77 | Craig Anderson (P)       | Stati Uniti | Calgary Flames (da Calgary via NY Rangers)     | Guelph Storm (OHL)                          |
| 78 | Mattias Weinhandl (AD)   | Svezia      | New York Islanders (da Montreal)               | Troja-Ljungby (Elitserien)                  |
| 79 | Johan Asplund (P)        | Svezia      | New York Rangers                               | Brynäs (Elitserien)                         |
| 80 | Jean-François Laniel (P) | Canada      | Florida Panthers                               | Shawinigan Cataractes (QMJHL)               |
| 81 | Adam Hauser (P)          | Stati Uniti | Edmonton Oilers                                | Minnesota Gophers (WCHA)                    |
| 82 | Mark Concannon (AS)      | Stati Uniti | San Jose Sharks                                | Winchendon High School (USHS-Massachusetts) |
| 83 | Niclas Hävelid (D)       | Svezia      | Mighty Ducks of Anaheim                        | Malmö (Elitserien)                          |
| 84 | Brad Fast (D)            | Canada      | Carolina Hurricanes                            | Prince George Cougars (WHL)                 |
| 85 | Peter Smrek (D)          | Slovacchia  | St. Louis Blues                                | Des Moines Buccaneers (USHL)                |
| 86 | Sébastien Caron (P)      | Canada      | Pittsburgh Penguins                            | Rimouski Océanic (QMJHL)                    |
| 87 | Brian Collins (P)        | Stati Uniti | New York Islanders (da Phoenix)                | St. John's Prep (USHS-Massachusetts)        |
| 88 | Jimmie Ölvestad (AS)     | Svezia      | Tampa Bay Lightning (da Buffalo via Vancouver) | Djurgården (Elitserien)                     |
| 89 | Kyle Wanvig (AD)         | Canada      | Boston Bruins                                  | Kootenay Ice (WHL)                          |
| 90 | Patrick Aufiero (D)      | Stati Uniti | New York Rangers (da Philadelphia via Calgary) | Boston U. Terriers (Hockey East)            |
| 91 | Mike Comrie (C)          | Canada      | Edmonton Oilers (da Detroit via Nashville)     | Michigan Wolverines (CCHA)                  |
| 92 | Cory Campbell (P)        | Canada      | Los Angeles Kings (da Toronto)                 | Belleville Bulls (OHL)                      |
| 93 | Branko Radivojevič (AD)  | Slovacchia  | Colorado Avalanche (da Colorado via Nashville) | Belleville Bulls (OHL)                      |
| 94 | Chris Kelly (C)          | Canada      | Ottawa Senators                                | London Knights (OHL)                        |
| 95 | André Lakos (D)          | Austria     | New Jersey Devils (da New Jersey via Toronto)  | Barrie Colts (OHL)                          |
| 96 | Mathias Tjärnqvist (AD)  | Svezia      | Dallas Stars (da Dallas via NY Islanders)      | Rögle (Elitserien)                          |

### Quarto giro
| #   | Giocatore              | Nazionalità | Squadra NHL                                        | Squadra di provenienza                |
| --- | ---------------------- | ----------- | -------------------------------------------------- | ------------------------------------- |
| 97  | Chris Dyment (D)       | Stati Uniti | Montreal Canadiens (da Tampa Bay via Chicago)      | Boston U. Terriers (Hockey East)      |
| 98  | David Kaczowka (AS)    | Canada      | Atlanta Thrashers                                  | Seattle Thunderbirds (WHL)            |
| 99  | Rob Zepp (D)           | Canada      | Atlanta Thrashers (da Vancouver)                   | Plymouth Whalers (OHL)                |
| 100 | Teemu Kesä (D)         | Finlandia   | New Jersey Devils                                  | Ilves (SM-liiga)                      |
| 101 | Juraj Kolník (AD)      | Slovacchia  | New York Islanders                                 | Rimouski Océanic (QMJHL)              |
| 102 | Johan Halvardsson (D)  | Svezia      | New York Islanders (da Nashville)                  | HV71 (Elitserien)                     |
| 103 | Morgan McCormick (AD)  | Canada      | Florida Panthers (da Washington)                   | Kingston Frontenacs (OHL)             |
| 104 | Brian McGrattan (AD)   | Canada      | Los Angeles Kings                                  | Sudbury Wolves (OHL)                  |
| 105 | Aleksandr Čagodaev (C) | Russia      | Mighty Ducks of Anaheim (da Chicago)               | CSKA Mosca (RSL)                      |
| 106 | Rail Rozakov (D)       | Russia      | Calgary Flames                                     | Lada Togliatti (RSL)                  |
| 107 | Evan Lindsay (P)       | Canada      | Montreal Canadiens                                 | Prince Albert Raiders (WHL)           |
| 108 | Mirko Murovic (AS)     | Canada      | Toronto Maple Leafs (da NY Rangers)                | Moncton Wildcats (QMJHL)              |
| 109 | Rod Sarich (D)         | Canada      | Florida Panthers                                   | Calgary Hitmen (WHL)                  |
| 110 | Jonathan Zion (D)      | Canada      | Toronto Maple Leafs (da Edmonton)                  | Ottawa 67's (OHL)                     |
| 111 | Willie Levesque (AD)   | Stati Uniti | San Jose Sharks                                    | Northeastern U. Huskies (Hockey East) |
| 112 | Sanny Lindström (D)    | Svezia      | Colorado Avalanche (da Anaheim)                    | Huddinge (Elitserien)                 |
| 113 | Ryan Murphy (AS)       | Stati Uniti | Carolina Hurricanes                                | Bowling Green Falcons (CCHA)          |
| 114 | Chad Starling (D)      | Canada      | St. Louis Blues                                    | Kamloops Blazers (WHL)                |
| 115 | Ryan Malone (AS)       | Stati Uniti | Pittsburgh Penguins                                | Omaha Lancers (USHL)                  |
| 116 | Ryan Lauzon (C)        | Canada      | Phoenix Coyotes                                    | Hull Olympiques (QMJHL)               |
| 117 | Karel Mošovský (AS)    | Rep. Ceca   | Buffalo Sabres                                     | Regina Pats (WHL)                     |
| 118 | Jaakko Harikkala (D)   | Finlandia   | Boston Bruins                                      | Lukko Rauma (SM-liiga)                |
| 119 | Jeff Feniak (D)        | Canada      | Philadelphia Flyers                                | Calgary Hitmen (WHL)                  |
| 120 | Jari Tolsa (C)         | Svezia      | Detroit Red Wings                                  | Västra Frölunda HC (Elitserien)       |
| 121 | Evgenij Pavlov (AD)    | Russia      | Nashville Predators (da Toronto via Carolina)      | Lada Togliatti (RSL)                  |
| 122 | Kristian Kovac (AD)    | Slovacchia  | Colorado Avalanche                                 | Košice (Extraliga)                    |
| 123 | Preston Mizzi (C)      | Canada      | Phoenix Coyotes (da Ottawa via NY Islanders)       | Peterborough Petes (OHL)              |
| 124 | Aleksandr Krevsun (AD) | Kazakistan  | Nashville Predators (da Detroit)                   | CSK VVS Samara (RSL)                  |
| 125 | Daniel Johansson (C)   | Svezia      | Los Angeles Kings (da New Jersey via NY Islanders) | MODO (Elitserien)                     |
| 126 | Jeff Bateman (C)       | Canada      | Dallas Stars                                       | Brampton Battalion (OHL)              |

### Quinto giro
| #   | Giocatore                | Nazionalità | Squadra NHL                                  | Squadra di provenienza                 |
| --- | ------------------------ | ----------- | -------------------------------------------- | -------------------------------------- |
| 127 | Kaspars Astašenko (D)    | Lettonia    | Tampa Bay Lightning                          | Cincinnati Cyclones (IHL)              |
| 128 | Derek MacKenzie (C)      | Canada      | Atlanta Thrashers                            | Sudbury Wolves (OHL)                   |
| 129 | Ryan Thorpe (AS)         | Canada      | Vancouver Canucks                            | Spokane Chiefs (WHL)                   |
| 130 | Justin Mapletoft (C)     | Canada      | New York Islanders                           | Red Deer Rebels (WHL)                  |
| 131 | Konstantin Panov (AS)    | Russia      | Nashville Predators                          | Kamloops Blazers (WHL)                 |
| 132 | Roman Tvrdoň (C)         | Slovacchia  | Washington Capitals                          | Dukla Trenčín (Extraliga)              |
| 133 | Jean-François Nogues (P) | Canada      | Los Angeles Kings                            | Victoriaville Tigres (QMJHL)           |
| 134 | Michael Jacobsen (D)     | Canada      | Chicago Blackhawks                           | Belleville Bulls (OHL)                 |
| 135 | Matt Doman (AD)          | Stati Uniti | Calgary Flames                               | Wisconsin Badgers (WCHA)               |
| 136 | Dustin Jamieson (AS)     | Canada      | Montreal Canadiens                           | Sarnia Sting (OHL)                     |
| 137 | Garret Bembridge (AD)    | Canada      | New York Rangers                             | Saskatoon Blades (WHL)                 |
| 138 | Ryan Miller (P)          | Stati Uniti | Buffalo Sabres (da Florida)                  | Michigan St. Spartans (CCHA)           |
| 139 | Jonathan Fauteux (D)     | Canada      | Edmonton Oilers                              | Val-d'Or Foreurs (QMJHL)               |
| 140 | Adam Johnson (D)         | Stati Uniti | New York Islanders (da San Jose via Florida) | Greenway High School (USHS-Minnesota)  |
| 141 | Maksim Rybin (AS)        | Russia      | Mighty Ducks of Anaheim                      | Spartak Mosca (RSL)                    |
| 142 | William Magnuson (D)     | Stati Uniti | Colorado Avalanche (da Carolina)             | Lake Superior S. Lakers (CCHA)         |
| 143 | Trevor Byrne (D)         | Stati Uniti | St. Louis Blues                              | Deerfield Academy (USHS-Massachusetts) |
| 144 | Tomáš Škvaridlo (C)      | Slovacchia  | Pittsburgh Penguins                          | HKm Zvolen (Extraliga)                 |
| 145 | Marc-André Thinel (AS)   | Canada      | Montreal Canadiens (da Phoenix via San Jose) | Victoriaville Tigres (QMJHL)           |
| 146 | Matthew Kinch (P)        | Canada      | Buffalo Sabres                               | Calgary Hitmen (WHL)                   |
| 147 | Seamus Kotyk (P)         | Canada      | Boston Bruins                                | Ottawa 67's (OHL)                      |
| 148 | Michal Lanicek (AS)      | Rep. Ceca   | Tampa Bay Lightning (da Philadelphia)        | Slavia Praga (Extraliga)               |
| 149 | Andrej Maksimenko (D)    | Russia      | Detroit Red Wings (da Detroit via San Jose)  | Kryl'ja Sovetov (RSL)                  |
| 150 | Matt Shasby (D)          | Stati Uniti | Montreal Canadiens                           | Des Moines Buccaneers (USHL)           |
| 151 | Vaclav Zavoral (D)       | Rep. Ceca   | Toronto Maple Leafs                          | Litvínov (Extraliga)                   |
| 152 | Jordan Krestanovich (AS) | Canada      | Colorado Avalanche                           | Calgary Hitmen (WHL)                   |
| 153 | Jesse Cook (D)           | Stati Uniti | Calgary Flames                               | Denver Pioneers (WCHA)                 |
| 154 | Andrew Ianiero (AS)      | Canada      | Ottawa Senators                              | Kingston Frontenacs (OHL)              |
| 155 | Niko Dimitrakos (AD)     | Stati Uniti | San Jose Sharks (da New Jersey)              | Maine Black Bears (Hockey East)        |
| 156 | Gregor Baumgartner (AS)  | Austria     | Dallas Stars                                 | Acadie-Bathurst Titan (QMJHL)          |
| 157 | Vladimir Malen'kich (D)  | Russia      | Pittsburgh Penguins                          | Lada Togliatti (RSL)                   |

### Sesto giro
| #   | Giocatore               | Nazionalità | Squadra NHL                                             | Squadra di provenienza               |
| --- | ----------------------- | ----------- | ------------------------------------------------------- | ------------------------------------ |
| 158 | Anders Lövdahl (C)      | Svezia      | Colorado Avalanche (da Tampa Bay)                       | HV71 (Elitserien)                    |
| 159 | Jurij Dobryškin (AD)    | Russia      | Atlanta Thrashers                                       | Kryl'ja Sovetov (RSL)                |
| 160 | Konstantin Rudenko (AS) | Russia      | Philadelphia Flyers (da Vancouver)                      | Severstal’ (RSL)                     |
| 161 | Jan Sochor (AS)         | Rep. Ceca   | Toronto Maple Leafs (da NY Islanders)                   | Slavia Praga (Extraliga)             |
| 162 | Timo Helbling (D)       | Svizzera    | Nashville Predators                                     | Davos (LNA)                          |
| 163 | Björn Melin (AD)        | Svezia      | New York Islanders (da Washington)                      | HV71 (Elitserien)                    |
| 164 | Martin Prusek (P)       | Rep. Ceca   | Ottawa Senators (da Los Angeles via Colorado e Chicago) | Vítkovice Steel (Extraliga)          |
| 165 | Michael Leighton (P)    | Canada      | Chicago Blackhawks                                      | Windsor Spitfires (OHL)              |
| 166 | Cory Pecker (C)         | Canada      | Calgary Flames                                          | S.S. Marie Greyhounds (OHL)          |
| 167 | Sean Dixon (D)          | Canada      | Montreal Canadiens                                      | Erie Otters (OHL)                    |
| 168 | Erik Leverström (D)     | Svezia      | Phoenix Coyotes (da NY Rangers via Montreal)            | Grums IK (Elitserien)                |
| 169 | Brad Woods (D)          | Canada      | Florida Panthers                                        | Brampton Battalion (OHL)             |
| 170 | Matt Underhill (P)      | Canada      | Calgary Flames                                          | Cornell Big Red (ECAC)               |
| 171 | Chris Legg (C)          | Canada      | Edmonton Oilers                                         | London Nationals (WOHL)              |
| 172 | Josh Reed (D)           | Canada      | Vancouver Canucks (da San Jose)                         | Vernon Vipers (BCHL)                 |
| 173 | Jan Sandström (D)       | Svezia      | Mighty Ducks of Anaheim                                 | AIK (Elitserien)                     |
| 174 | Damian Surma (C)        | Stati Uniti | Carolina Hurricanes                                     | Plymouth Whalers (OHL)               |
| 175 | Kyle Clark (AD)         | Stati Uniti | Washington Capitals (da St. Louis)                      | Harvard Crimson (ECAC)               |
| 176 | Doug Meyer (AS)         | Stati Uniti | Pittsburgh Penguins                                     | Minnesota Gophers (WCHA)             |
| 177 | Jay Dardis (C)          | Stati Uniti | New York Rangers (da Phoenix)                           | Proctor Academy (USHS-New Hampshire) |
| 178 | Sénèque Hyacinthe (AD)  | Canada      | Buffalo Sabres                                          | Val-d'Or Foreurs (QMJHL)             |
| 179 | Don Choukalos (P)       | Canada      | Boston Bruins                                           | Regina Pats (WHL)                    |
| 180 | Tore Vikingstad (C)     | Norvegia    | St. Louis Blues (da Philadelphia)                       | Färjestad (Elitserien)               |
| 181 | Kent McDonell (AD)      | Canada      | Detroit Red Wings (da Detroit via Tampa Bay)            | Guelph Storm (OHL)                   |
| 182 | Fëdor Fëdorov (C)       | Russia      | Tampa Bay Lightning (da Toronto via NY Islanders)       | Port Huron Border Cats (UHL)         |
| 183 | Riku Hahl (C)           | Finlandia   | Colorado Avalanche                                      | HPK (SM-liiga)                       |
| 184 | Justin Cox (AD)         | Canada      | Dallas Stars (da Ottawa via Florida e Atlanta)          | Prince George Cougars (WHL)          |
| 185 | Scott Cameron (C)       | Canada      | New Jersey Devils                                       | Barrie Colts (OHL)                   |
| 186 | Brett Draney (AS)       | Canada      | Dallas Stars                                            | Kamloops Blazers (WHL)               |

### Settimo giro
| #   | Giocatore              | Nazionalità | Squadra NHL                       | Squadra di provenienza          |
| --- | ---------------------- | ----------- | --------------------------------- | ------------------------------- |
| 187 | Ivan Rachůnek (AS)     | Rep. Ceca   | Tampa Bay Lightning               | PSG Zlín (Extraliga)            |
| 188 | Stephen Baby (AD)      | Stati Uniti | Atlanta Thrashers                 | Green Bay Gamblers (USHL)       |
| 189 | Kevin Swanson (P)      | Canada      | Vancouver Canucks                 | Kelowna Rockets (WHL)           |
| 190 | Blair Stayzer (AS)     | Canada      | Calgary Flames (da NY Islanders)  | Windsor Spitfires (OHL)         |
| 191 | Martin Erat (AD)       | Rep. Ceca   | Nashville Predators               | PSG Zlín (Extraliga)            |
| 192 | David Johansson (D)    | Svezia      | Washington Capitals               | AIK (Elitserien)                |
| 193 | Kevin Baker (AD)       | Canada      | Los Angeles Kings                 | Belleville Bulls (OHL)          |
| 194 | Mattias Wennerberg (C) | Svezia      | Chicago Blackhawks                | MODO (Elitserien)               |
| 195 | Yorick Treille (AD)    | Francia     | Chicago Blackhawks (da Calgary)   | UMass River Hawks (Hockey East) |
| 196 | Vadim Tarasov (P)      | Russia      | Montreal Canadiens                | Metallurg Novok. (RSL)          |
| 197 | Arto Laatikainen (D)   | Finlandia   | New York Rangers                  | Espoo Blues (SM-liiga)          |
| 198 | Travis Eagles (AD)     | Canada      | Florida Panthers                  | Prince George Cougars (WHL)     |
| 199 | Christian Chartier (D) | Canada      | Edmonton Oilers                   | Saskatoon Blades (WHL)          |
| 200 | Pavel Kašpařík (C)     | Rep. Ceca   | Philadelphia Flyers (da San Jose) | IHC Písek (Extraliga)           |
| 201 | Mikko Ruutu (AS)       | Finlandia   | Ottawa Senators (da Anaheim)      | HIFK (SM-liiga)                 |
| 202 | Jim Baxter (D)         | Canada      | Carolina Hurricanes               | Oshawa Generals (OHL)           |
| 203 | Phil Osaer (P)         | Stati Uniti | St. Louis Blues                   | Ferris State Bulldogs (CCHA)    |
| 204 | Tom Kostopoulos (AD)   | Canada      | Pittsburgh Penguins               | London Knights (OHL)            |
| 205 | Kyle Kettles (P)       | Canada      | Nashville Predators (da Phoenix)  | Neepawa Natives (MJHL)          |
| 206 | Bret Dececco (AD)      | Canada      | Buffalo Sabres                    | Seattle Thunderbirds (WHL)      |
| 207 | Greg Barber (AD)       | Canada      | Boston Bruins                     | Victoria Grizzlies (BCHL)       |
| 208 | Václav Pletka (AD)     | Rep. Ceca   | Philadelphia Flyers               | Oceláři Trinec (Extraliga)      |
| 209 | Layne Ulmer (C)        | Canada      | Ottawa Senators                   | Swift Current Broncos (WHL)     |
| 210 | Henrik Zetterberg (AS) | Svezia      | Detroit Red Wings                 | Timrå (Elitserien)              |
| 211 | Vladimir Kulkov (P)    | Russia      | Toronto Maple Leafs               | CSKA Mosca (RSL)                |
| 212 | Radim Vrbata (AD)      | Rep. Ceca   | Colorado Avalanche                | Hull Olympiques (QMJHL)         |
| 213 | Alexandre Giroux (C)   | Canada      | Ottawa Senators                   | Hull Olympiques (QMJHL)         |
| 214 | Chris Hartsburg (AD)   | Stati Uniti | New Jersey Devils                 | Colorado C. Tigers (WCHA)       |
| 215 | Jeff MacMillan (D)     | Canada      | Dallas Stars                      | Oshawa Generals (OHL)           |

### Ottavo giro
| #   | Giocatore              | Nazionalità | Squadra NHL                           | Squadra di provenienza              |
| --- | ---------------------- | ----------- | ------------------------------------- | ----------------------------------- |
| 216 | Erkki Rajamäki (AS)    | Finlandia   | Tampa Bay Lightning                   | HIFK (SM-liiga)                     |
| 217 | Garnet Exelby (D)      | Canada      | Atlanta Thrashers                     | Saskatoon Blades (WHL)              |
| 218 | Markus Kankaanperä (D) | Finlandia   | Vancouver Canucks                     | JYP (SM-liiga)                      |
| 219 | Maksim Orlov (C)       | Russia      | Washington Capitals (da NY Islanders) | CSKA Mosca (RSL)                    |
| 220 | Miroslav Durak (D)     | Slovacchia  | Nashville Predators                   | Slovan Bratislava (Extraliga)       |
| 221 | Colin Hemingway (AD)   | Canada      | St. Louis Blues (da Washington)       | Surrey Eagles (BCHL)                |
| 222 | George Parros (AD)     | Stati Uniti | Los Angeles Kings                     | Chicago Freeze (NAHL)               |
| 223 | Andrew Carver (D)      | Canada      | Chicago Blackhawks                    | Hull Olympiques (QMJHL)             |
| 224 | David Nyström (AS)     | Svezia      | Philadelphia Flyers (da Calgary)      | Västra Frölunda HC (Elitserien)     |
| 225 | Mikko Hyytiä (C)       | Finlandia   | Montreal Canadiens                    | JYP (SM-liiga)                      |
| 226 | Evgenij Gusakov (AD)   | Russia      | New York Rangers                      | Lada Togliatti (RSL)                |
| 227 | Jonathan Charron (P)   | Canada      | Florida Panthers                      | Val-d'Or Foreurs (QMJHL)            |
| 228 | Radek Martínek (D)     | Rep. Ceca   | New York Islanders (da Edmonton)      | České Budějovice (Extraliga)        |
| 229 | Eric Betournay (C)     | Canada      | San Jose Sharks                       | Acadie-Bathurst Titan (QMJHL)       |
| 230 | Petr Tenkrát (AD)      | Rep. Ceca   | Mighty Ducks of Anaheim               | Rytíři Kladno (Extraliga)           |
| 231 | David Evans (AD)       | Stati Uniti | Carolina Hurricanes                   | Clarkson Golden Knights (ECAC)      |
| 232 | Aleksandr Chavanov (D) | Russia      | St. Louis Blues                       | Dinamo Mosca (RSL)                  |
| 233 | Darcy Robinson (D)     | Canada      | Pittsburgh Penguins                   | Saskatoon Blades (WHL)              |
| 234 | Goran Bezina (D)       | Svizzera    | Phoenix Coyotes                       | Friburgo-Gottéron (LNA)             |
| 235 | Brad Self (C)          | Canada      | Buffalo Sabres                        | Peterborough Petes (OHL)            |
| 236 | John Cronin (D)        | Stati Uniti | Boston Bruins                         | Boston U. Terriers (Hockey East)    |
| 237 | Antti Jokela (P)       | Finlandia   | Carolina Hurricanes (da Philadelphia) | Lukko Rauma (SM-liiga)              |
| 238 | Anton Borodkin (AS)    | Russia      | Detroit Red Wings                     | Kamloops Blazers (WHL)              |
| 239 | Pierre Hedin (D)       | Svezia      | Toronto Maple Leafs                   | MODO (Elitserien)                   |
| 240 | Jeff Finger (D)        | Stati Uniti | Colorado Avalanche                    | Green Bay Gamblers (USHL)           |
| 241 | Douglas Murray (D)     | Svezia      | San Jose Sharks (da Ottawa)           | New York Apple Core (EJHL)          |
| 242 | Justin Dziama (AD)     | Stati Uniti | New Jersey Devils                     | Nobles School (USHS-Massachusetts)  |
| 243 | Brian Sullivan (D)     | Stati Uniti | Dallas Stars                          | Thayer Academy (USHS-Massachusetts) |

### Nono giro
| #   | Giocatore                 | Nazionalità | Squadra NHL                                     | Squadra di provenienza              |
| --- | ------------------------- | ----------- | ----------------------------------------------- | ----------------------------------- |
| 244 | Mikko Kuparinen (D)       | Finlandia   | Tampa Bay Lightning                             | G. Rapids Griffins (IHL)            |
| 245 | Tommi Santala (C)         | Finlandia   | Atlanta Thrashers                               | Jokerit (SM-liiga)                  |
| 246 | Ray DiLauro (D)           | Stati Uniti | Atlanta Thrashers (da Vancouver)                | St. Lawrence Saints (ECAC)          |
| 247 | Mikko Eloranta (AS)       | Finlandia   | Boston Bruins (da NY Islanders)                 | TPS (SM-liiga)                      |
| 248 | Darren Haydar (AD)        | Canada      | Nashville Predators                             | N. Hampshire Wildcats (Hockey East) |
| 249 | Igor' Ščadilov (D)        | Russia      | Washington Capitals (da Washington via Chicago) | Dinamo Mosca (RSL)                  |
| 250 | Noah Clarke (AS)          | Stati Uniti | Los Angeles Kings                               | Des Moines Buccaneers (USHL)        |
| 251 | Petter Henning (AD)       | Svezia      | New York Rangers (da Chicago)                   | MODO (Elitserien)                   |
| 252 | Dmitrij Kirilenko (AD)    | Russia      | Calgary Flames                                  | CSKA Mosca (RSL)                    |
| 253 | Jérôme Marois (AS)        | Canada      | Montreal Canadiens                              | Québec Remparts (QMJHL)             |
| 254 | Aleksej Bulatov (AD)      | Russia      | New York Rangers                                | Avtomobilist (RSL)                  |
| 255 | Brett Henning (C)         | Stati Uniti | New York Islanders (da Florida)                 | Notre Dame Fighting Irish (CCHA)    |
| 256 | Tamás Gröschl (AD)        | Ungheria    | Edmonton Oilers                                 | Budapest Stars (Ungheria)           |
| 257 | Hannes Hyvönen (AD)       | Finlandia   | San Jose Sharks                                 | Espoo Blues (SM-liiga)              |
| 258 | Brian Gornick (C)         | Stati Uniti | Mighty Ducks of Anaheim                         | Air Force Falcons (Atlantic Hockey) |
| 259 | Jaŭhen Kurilin (C)        | Bielorussia | Carolina Hurricanes                             | Alaska Aces (WCHL)                  |
| 260 | Brian McMeekin (D)        | Canada      | St. Louis Blues                                 | Cornell Big Red (ECAC)              |
| 261 | Andrew McPherson (AS)     | Canada      | Pittsburgh Penguins                             | RPI Engineers (ECAC)                |
| 262 | Aleksej Litvinenko (D)    | Kazakistan  | Phoenix Coyotes                                 | Kazcink-Torpedo (Kazakistan)        |
| 263 | Craig Brunel (AD)         | Canada      | Buffalo Sabres                                  | Prince Albert Raiders (WHL)         |
| 264 | Georgijs Pujacs (D)       | Lettonia    | Boston Bruins                                   | Riga 2000 (Lettonia)                |
| 265 | Jamie Chamberlain (AD)    | Canada      | Dallas Stars (da Philadelphia)                  | Peterborough Petes (OHL)            |
| 266 | Ken Davis (AD)            | Canada      | Detroit Red Wings                               | Portland Winterhawks (WHL)          |
| 267 | Peter Metcalf (D)         | Stati Uniti | Toronto Maple Leafs                             | Maine Black Bears (Hockey East)     |
| 268 | Tyler Scott (D)           | Stati Uniti | New York Islanders (da Colorado)                | Upper Canada College (HS-Ontario)   |
| 269 | Konstantin Gorovikov (AS) | Russia      | Ottawa Senators                                 | SKA Pietroburgo (RSL)               |
| 270 | James Desmarais (C)       | Canada      | St. Louis Blues (da New Jersey)                 | R-N Huskies (QMJHL)                 |
| 271 | Darrell Hay (D)           | Canada      | Vancouver Canucks                               | Tri-City Americans (WHL)            |
| 272 | Michail Donika (D)        | Russia      | Dallas Stars                                    | Lok. Jaroslavl’ (RSL)               |

## Selezioni classificate per nazionalità
| Pos. | Paese        | Selezioni |
|      | Nord America | 156       |
| ---- | ------------ | --------- |
| 1    | Canada       | 106       |
| 2    | Stati Uniti  | 50        |
|      | Europa       | 116       |
| 3    | Russia       | 31        |
| 4    | Svezia       | 23        |
| 5    | Rep. Ceca    | 18        |
| 6    | Finlandia    | 18        |
| 7    | Slovacchia   | 12        |
| 8    | Svizzera     | 3         |
| 9    | Austria      | 2         |
| 9    | Bielorussia  | 2         |
| 9    | Kazakistan   | 2         |
| 9    | Lettonia     | 2         |
| 13   | Francia      | 1         |
| 13   | Norvegia     | 1         |
| 13   | Ungheria     | 1         |